# Romano Postema
Romano Postema (Groninga, 7 febbraio 2002) è un calciatore olandese, attaccante dell'Emmen in prestito dal Groningen.

## Caratteristiche tecniche
È un centravanti.

## Carriera

### Club
Cresciuto nel settore giovanile del Groningen, ha esordito in prima squadra il 31 agosto 2019 disputando l'incontro di Eredivisie perso 2-1 contro l'Heracles Almelo.

### Nazionale
Ha giocato nelle nazionali giovanili olandesi Under-17 ed Under-18.

## Statistiche
Statistiche aggiornate al 1º settembre 2019.

### Presenze e reti nei club
| Stagione        | Squadra         | Campionato      | Campionato | Campionato | Coppe nazionali | Coppe nazionali | Coppe nazionali | Coppe continentali | Coppe continentali | Coppe continentali | Altre coppe | Altre coppe | Altre coppe | Totale | Totale | Totale |
| Stagione        | Squadra         | Comp            | Pres       | Reti       | Comp            | Pres            | Reti            | Comp               | Pres               | Reti               | Comp        | Pres        | Reti        | Pres   | Reti   |        |
| --------------- | --------------- | --------------- | ---------- | ---------- | --------------- | --------------- | --------------- | ------------------ | ------------------ | ------------------ | ----------- | ----------- | ----------- | ------ | ------ | ------ |
| 2019-2020       | Groningen       | ED              | 3          | 0          | CO              | 0               | 0               |                    | -                  | -                  |             | -           | -           | 3      | 0      |        |
| Totale carriera | Totale carriera | Totale carriera | 3          | 0          |                 | 0               | 0               |                    | -                  | -                  |             | -           | -           | 3      | 0      |        |